# Rätien (kanton)
Kanton Rätien was een kanton ten tijde van de Helvetische Republiek. Het bestond van 1799 tot 1803 op het gebied van het huidige kanton Graubünden. De naam van het kanton stamt af van de Romeinse provincie Raetia Prima. Het gebied was opgebouwd uit de vrijstaat van de drie bonden (Oberer Bund, Gotteshausbund, Zehngerichtebund).
In 1803 ontstond uit het kanton Rätien door de mediationsakte van Napoleon het kanton Graubünden.